# بنش الحليب
بَنش الحليب أو البنش اللبني هو مشروب براندي أو وسكي البُربون أساسه الحليب. يتكون من الحليب ومشروب كحوليوسكر ومُستخلص الونيلية. يُقدم باردًا وتُرش جوزة الطيب فوقه.  يمكن تنقية الحليب من خلال إضافة المكونات التي تتسبب في تخثر الحليب بحيث يمكن تصفية المواد الصلبة المساهمة في عتامة المشروب.

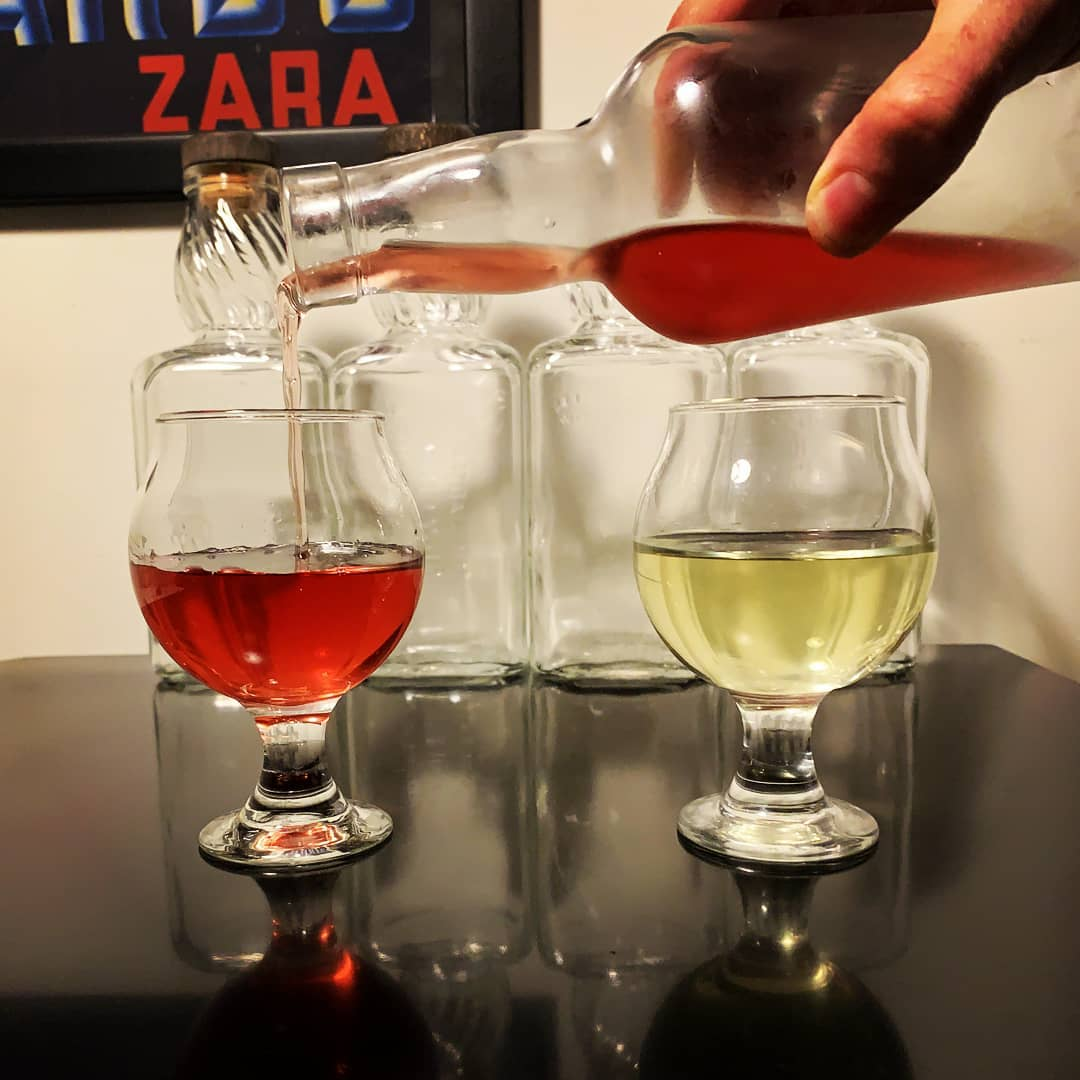
كوبان من بنش الحليب المصفى تقدمان في أكواب التذوق.